# Hochreutinera
Hochreutinera är ett släkte av malvaväxter. Hochreutinera ingår i familjen malvaväxter.
Kladogram enligt Catalogue of Life:
| Hochreutinera | \| \| Hochreutinera amplexifolia \| \| \| \| \| \| Hochreutinera hasslerana \| \| \| \| |
|               | \| \| Hochreutinera amplexifolia \| \| \| \| \| \| Hochreutinera hasslerana \| \| \| \| |
|               | Hochreutinera amplexifolia                                                              |
|               |                                                                                         |
|               | Hochreutinera hasslerana                                                                |
|               |                                                                                         |